# Lao Jianfeng
Lao Jianfeng (né le 24 mai 1975) est un athlète chinois, spécialiste du saut en longueur et du triple saut. 

## Biographie
Le 28 mai 1997, lors des Championnats de Chine, Lao Jianfeng établit un nouveau record national du saut en longueur en atteignant la marque de 8,40 m. Il participe aux deux épreuves de saut lors des Jeux olympiques de 2000, à Sydney, mais ne parvient pas à franchir le cap des qualifications.

### Palmarès
| Date | Compétition             | Lieu    | Résultat | Épreuve     | Performance |
| ---- | ----------------------- | ------- | -------- | ----------- | ----------- |
| 1997 | Jeux de l'Asie de l'Est | Busan   | 2e       | Triple saut | 16,71 m     |
| 1997 | Championnats du monde   | Athènes | 10e      | Longueur    | 7,76 m      |
| 2002 | Jeux asiatiques         | Busan   | 2e       | Triple saut | 16,57 m     |

### Records
| Épreuve          | Performance | Lieu     | Date        |
| ---------------- | ----------- | -------- | ----------- |
| Saut en longueur | 8,40 m      | Zhaoqing | 28 mai 1997 |
| Triple saut      | 16,91 m     | Jinzhou  | 7 juin 2000 |